# Leucochrysa (Nodita) israeli
Leucochrysa (Nodita) israeli is een insect uit de familie van de gaasvliegen (Chrysopidae), die tot de orde netvleugeligen (Neuroptera) behoort. 
Leucochrysa (Nodita) israeli is voor het eerst wetenschappelijk beschreven door Alayo in 1968.